# Apoštolský koncil

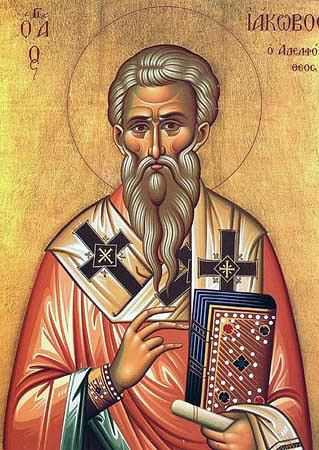
Novobyzantská ikona Jakuba Spravedlivého

Apoštolský koncil někdy bývá považován za první církevní koncil. Jde o jednání, které se mělo odehrát někdy kolem roku 50 v Jeruzalémě mezi jeruzalémskými apoštoly na jedné straně a Pavlem, Barnabášem a vyslanci z Antiochie na straně druhé. Předmětem jednání měly být misie mezi těmi, kteří dosud nepřijali křesťanskou víru. Předmětem jednání zřejmě byla míra závaznosti židovského Zákona pro křesťany pocházející z „pohanského“ prostředí („pohanokřesťany“). Výsledkem bylo zrovnoprávnění těchto křesťanů a židokřesťanů. S výjimkou některých zmínek (Sk 15, podle některých interpretací i Ga 2,1 až 10) pro něj nejsou doklady.